# Leonardo AW09
L'AW09, già Marenco Swisshelicopter SKYe SH09 fino al 2018 e Kopter SH09 fino al 2021, è un elicottero leggero utility in fase di sviluppo da parte dell’azienda svizzera Kopter, di proprietà di Leonardo.

## Storia
L’idea di sviluppare un nuovo elicottero leggero nacque nel 2002, quando l’ingegnere e pilota commerciale Martin Stucki osservò che il mercato degli elicotteri era privo di modelli recenti appartenenti alla classe delle 2,5 tonnellate. Nel 2007 formò Marenco Swisshelicopters al fine di avviare lo sviluppo dell’elicottero, che iniziò formalmente nel 2009 dopo avere raccolto sufficienti fondi e impiegando 7 persone; nel 2020 sono 320 le persone impiegate dall’azienda.
L’elicottero venne presentato al pubblico per la prima volta nel 2011, quando un mock-up di SKYe SH09 venne esposto all’Heli-Expo di Orlando; all’epoca, le prime consegne erano previste per il 2015.

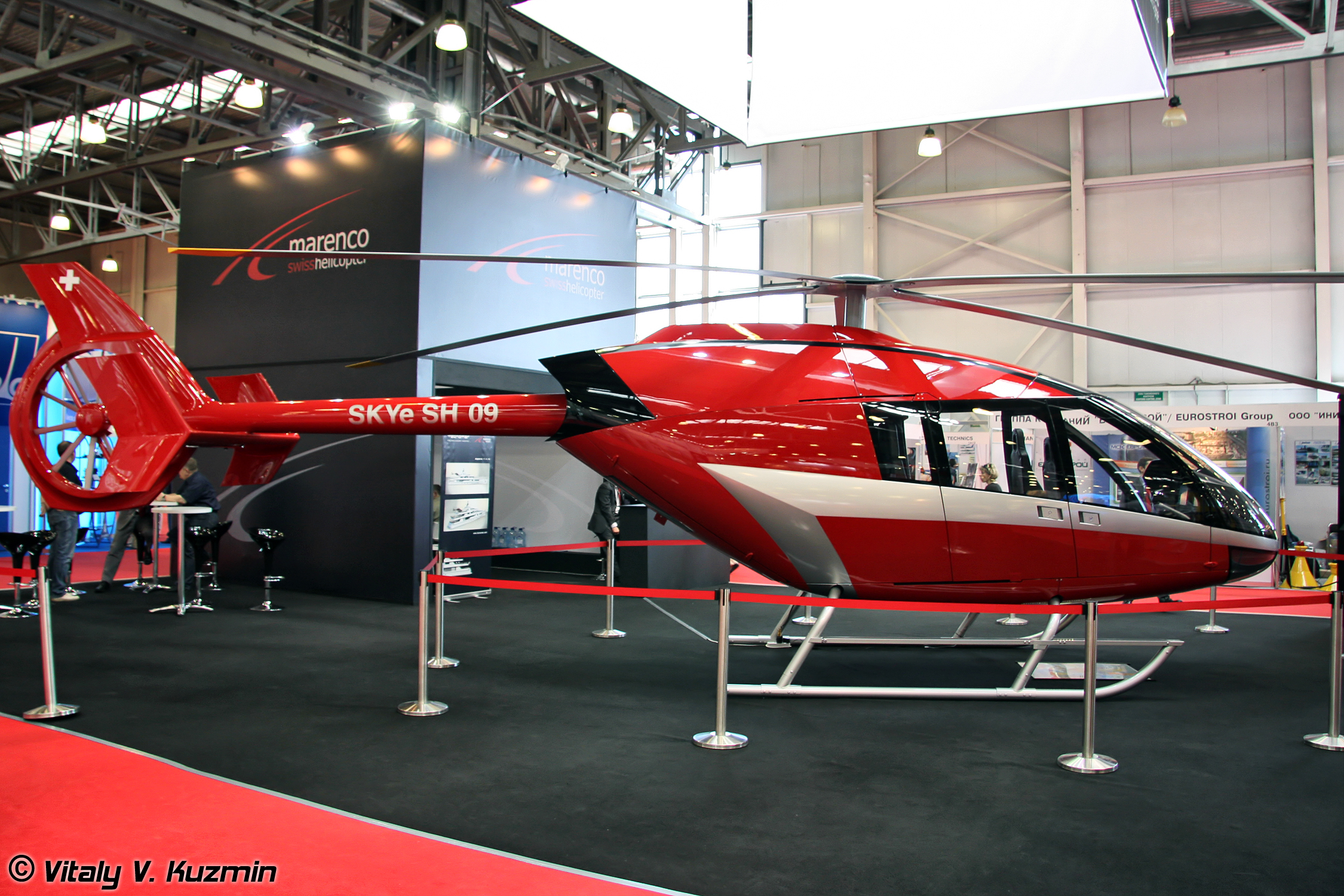
Mock-up di SH09 presentato all'HeliRussia 2011.

Il primo prototipo è stato ultimato nel 2013 e si è staccato da terra per la prima volta a Mollis, dove ha sede l’assemblaggio, il 2 ottobre 2014, compiendo 5 fasi di hovering a 2 metri da terra per circa 20 minuti totali. La certificazione EASA era prevista nel giro di 12-16 mesi, ma i voli di prova si sono arrestati nel 2015, dopo avere accumulato 100 ore di volo, per focalizzarsi sullo sviluppo del secondo prototipo, dotato di un rotore migliorato. Il secondo prototipo ha volato per la prima volta il 26 febbraio 2016.
Nel 2018 l’azienda è stata ridenominata Kopter Group e il nome dell’elicottero è stato modificato in SH09.
L’8 aprile 2020 Kopter è stata acquistata da Leonardo per 185 milioni di dollari oltre a una quota dipendente dagli incassi ottenuti a partire dal 2022.
Da giugno ad ottobre 2020 il terzo prototipo ha svolto diversi voli in Sicilia per testare il comportamento del velivolo in un ambiente caldo e per valutare il comportamento di un nuovo rotore installato a gennaio dello stesso anno. Il 19 gennaio 2021 il terzo prototipo ha ripreso l’attività di volo dotato di un albero del rotore allungato, un nuovo disegno del rotore di coda, una nuova trasmissione, pattini modificati, serbatoi spostati per aumentare lo spazio in cabina, comandi di volo spostati dall’interno all’esterno dell’albero del rotore e dell’avionica Garmin G3000H.
Il 21 aprile 2021 l’elicottero è stato denominato AW09 coerentemente con il resto della produzione Leonardo ma utilizzando solo due cifre anziché le consuete tre per mantenere l’identità di Kopter.
Kopter e Leonardo prevedono che due esemplari di pre-serie, con alcune migliorie aerodinamiche rispetto ai prototipi, vengano ultimati entro il 2021 e prevedono di conseguire la certificazione europea a fine 2022.
Il numero esatto di ordini non è conosciuto, ma fonti di Kopter hanno rivelato di avere ricevuto 70 ordini e di avere firmato 100 lettere di intenti.

### Sequenza temporale
| Dates         | P1 Primo volo    | P2 Primo volo | P3 Primo volo    | PS4 Primo volo            | PS5 Primo volo | Type Certificate               | Deliveries                     |
| ------------- | ---------------- | ------------- | ---------------- | ------------------------- | -------------- | ------------------------------ | ------------------------------ |
| marzo 2011    | goal: early 2012 |               |                  |                           |                |                                | goal: first deliveries in 2015 |
| ottobre 2014  | Primo volo       |               |                  |                           |                |                                |                                |
| febbraio 2016 | n/a              | Primo volo    |                  |                           |                | goal: end of 2016 / early 2017 |                                |
| maggio 2016   | n/a              | n/a           | goal: 2016       |                           |                |                                |                                |
| ottobre 2016  | n/a              | n/a           | goal: early 2017 |                           |                | goal: 2018                     |                                |
| gennaio 2018  | n/a              | n/a           |                  |                           |                |                                | goal: 2019                     |
| ottobre 2018  | n/a              | n/a           |                  | goal: 2nd quarter of 2019 |                |                                | goal: end 2019                 |
| november 2018 | n/a              | n/a           | Primo volo       |                           |                |                                |                                |
| gennaio 2019  | n/a              | n/a           | n/a              | goal: 2019                |                |                                |                                |
| marzo 2021    | n/a              | n/a           | n/a              | goal: 3rd quarter of 2021 |                |                                |                                |

## Tecnica
L’AW09 è un elicottero leggero dal peso massimo al decollo di 2 850 kg con carico interno o di 3 000 kg con carico esterno, concepito secondo una logica di flessibilità operativa. La flessibilità della macchina e la rapida riconfigurabilità della cabina consentono all’elicottero di essere impiegato in compiti di trasporto passeggeri, trasporto di carichi ingombranti, eliambulanza, lotta antincendio e servizi di sicurezza.
La cellula dell’AW09, in grado di ospitare in configurazioni diverse fino a 9 persone, è realizzata interamente in materiali compositi in fibra di carbonio ed è accessibile tramite due portelli laterali e uno posteriore, concepito per il ruolo di eliambulanza. La costituzione della cellula è basata sui metodi costruttivi utilizzati nell’automobilismo, in particolare su quelli della Formula 1. Sulla parte bassa della cabina di pilotaggio vi sono due aperture che consentono ai piloti di osservare il terreno sotto di loro. La trave di coda è provvista di un piano orizzontale a cui, sul terzo prototipo, sono state aggiunte temporaneamente due alette di estremità per valutare l'impatto di queste superfici sulla stabilità del velivolo.
Il rotore principale ha un diametro di 10,96 m ed è composto da 5 pale interamente in composito, mentre il rotore di coda, del diametro di 1,20 m, è intubato; entrambi sono azionati da un turboalbero Honeywell HTS900 da 760 kW (1 020 shp) controllato da un FADEC a due canali. I serbatoi di combustibile possono portare fino a 800 l di combustibile, sono localizzati dietro e sotto alla cabina e sono realizzati in kevlar, che conferisce agli stessi un’elevata resistenza agli urti.
I tre prototipi sono stati dotati di avionica Sagem ICDS 8A; tra il 2020 e il 2021 il terzo prototipo è stato utilizzato come base per l’integrazione della suite avionica Garmin G3000H, che verrà utilizzata su tutti gli esemplari di pre-serie e sugli esemplari di produzione e per la quale l’AW09 è il primo operatore.
Dalla seconda metà del 2020 il terzo prototipo ha subito significative modifiche che gli hanno consentito di migliorare la stabilità e la risposta ai comandi: è stata migliorata l’aerodinamica della copertura della trasmissione, i comandi del piatto oscillante sono stati portati dall’interno dell’albero del rotore all’esterno per consentirne un più facile accesso e la trasmissione è stata aggiornata.

## Elicotteri comparabili
Elicotteri comparabili per ruolo ed epoca:
- AgustaWestland AW119
- Airbus Helicopters H130
- Airbus Helicopters H135
- Bell 407
- Bell 427
- Bell 429
- MD Helicopters MD Explorer